# Parti indépendant (Danemark)
Pour les articles homonymes, voir Parti indépendant.
Le Parti indépendant (en danois : De Uafhængige, « les indépendants ») est un parti politique danois fondé en 1953.

## Résultats électoraux

### Élections législatives
| Année          | Voix   | %   | Sièges  | Rang | Gouvernement |
| -------------- | ------ | --- | ------- | ---- | ------------ |
| septembre 1953 | 58 573 | 2,7 | 0 / 179 |      |              |
| 1957           | 53 061 | 2,3 | 0 / 179 |      |              |
| 1960           | 81 134 | 3,3 | 6 / 179 |      | Opposition   |
| 1964           | 65 756 | 2,5 | 5 / 179 |      | Opposition   |
| 1966           | 44 994 | 1,6 | 0 / 179 |      |              |
| 1968           | 14 360 | 0,5 | 0 / 179 |      |              |